# Yu-Gi-Oh!: The Dark Side of Dimensions
Yu-Gi-Oh!: The Dark Side of Dimensions (遊☆戯☆王 THE DARK SIDE OF DIMENSIONS?, Yūgiō The Dark Side of Dimensions, lett. Yu-Gi-Oh!: Il lato oscuro delle dimensioni) è un film d'animazione cinematografico giapponese, parte del franchise di Yu-Gi-Oh!. Presenta una storia originale con Yugi Mutō e Seto Kaiba come protagonisti, nella versione originale giapponese è ambientato sei mesi dopo gli eventi del manga, mentre nell'edizione americana è collocato dopo gli avvenimenti di Yu-Gi-Oh!. La pellicola è stata distribuita nei cinema giapponesi il 23 aprile 2016, in quelli americani il 27 gennaio 2017 ed infine in quelli italiani dal 10 al 12 marzo dello stesso anno.
L'autore della serie, Kazuki Takahashi, ha pubblicato anche un manga one shot chiamato Transcend Game sulla rivista Weekly Shōnen Jump. Le due parti della storia fungono da prologo e sono ambientate tra la fine del manga originale e l'inizio del film. La prima parte è stata pubblicata l'11 aprile 2016 mentre la seconda il 18 aprile.

## Trama
Yugi Mutō ed i suoi amici sono all'ultimo anno delle scuole superiori e parlano di quello che faranno in futuro. Nel frattempo, Seto Kaiba ha commissionato uno scavo per recuperare il Puzzle del Millennio che è stato smontato e che si trova alle rovine della camera del Millennio. Il prezioso oggetto ospitava precedentemente l'anima del suo rivale, Atem, che spera di far rivivere in modo da sfidarlo nuovamente per regolare i conti che ha in sospeso. Tuttavia l'escavazione viene interrotta da Diva, il quale sfida Kaiba al gioco di Duel Monsters e ruba due pezzi del puzzle, uno di questi lo tiene per sé mentre l'altro lo dà a sua sorella, Sera, che lo consegnerà successivamente a Yugi Mutō.

Atem nel trailer del film

Diva, sotto l'alias di "Aigami", stringe amicizia con Yugi e si interessa a Bakura Ryō, che ritiene sia il responsabile della morte del suo mentore, Shadi. Utilizzando il suo Quantum Cube, spedisce quest'ultimo in un'altra dimensione, ma Bakura si scusa e spiega che il vero colpevole era Yami Bakura, la sua controparte malvagia. I due vengono fermati da Mani, il quale viene deformato dalla malvagità dell'Anello del Millennio.
Kaiba, grazie all'I.A. del suo satellite personale, riesce a ricostruire il Puzzle del Millennio e scopre dove sono le due parti mancanti. Rapisce Aigami e cerca Yugi, così da poterli sfidare entrambi mediante una nuova tecnologia virtuale di Duel Disk, in modo da ottenere le parti del puzzle in loro possesso. Tuttavia Yugi si arrabbia con Aigami per quello che ha fatto a Bakura e vuole lottare solo contro di lui.
Yugi sconfigge Aigami, facendo così tornare l'amico Bakura, e mentre duella contro Kaiba riesce anche a ricostruire il Puzzle del Millennio per dimostrare che Atem non è più al suo interno. Aigami viene corrotto dall'Anello del Millennio e si mette contro entrambi i duellanti. Nello scontro, Kaiba si sacrifica per dare a Yugi un'ultima possibilità di richiamare Atem, il quale compare e sconfigge il malvagio. Successivamente sia Atem che il Puzzle del Millennio scompaiono, mentre fanno ritorno Kaiba e Bakura.
Il film si conclude con Yugi ed i suoi amici che accompagnano Tea all'aeroporto, dove partirà per inseguire il suo sogno di diventare una ballerina a New York, mentre Kaiba utilizza la tecnologia del Quantum Cube per trasportare la sua coscienza nell'aldilà, dove si avvicina ad Atem, che è seduto sul suo trono, il quale gli risponde con un sorriso di sfida.

## Produzione
Il film è stato annunciato nel giugno 2014 prima in America che in Giappone dalla 4K Media che ne ha rivelato la sua esistenza sul sito ufficiale. La stessa azienda ha spiegato che il lungometraggio era già in corso di produzione e che era interessata a fungere da distributore per i territori al di fuori dell'Asia.
In madre patria, il giornale Mainichi Shimbun ha pubblicato un video assieme ad un riassunto dei vent'anni della serie, in quest'occasione è stata rivelata la presenza di Yugi Mutō e Seto Kaiba come personaggi principali.
Weekly Shōnen Jump di Shūeisha ha svelato successivamente una sinossi sul film.
I doppiatori Kenjirō Tsuda e Shunsuke Kazama, che prestano corrispettivamente la voce a Seto e Yugi, vengono confermati a ricoprire i loro precedenti ruoli.
Nel numero uscito nel settembre 2015 della rivista V Jump viene rivelata anche la presenza di Katsuya Jonouchi, Hiroto Honda, Anzu Mazaki e Bakura Ryō all'interno del film.
Quando il nome dell'azienda è stato cambiato da Konami Corporation a Konami Holdings Corporation il 1º ottobre 2015, la compagnia non è stata più coinvolta nella produzione di Yu-Gi-Oh!: The Dark Side of Dimensions.

## Promozione
Il primo trailer ufficiale è stato mostrato in anteprima al San Diego Comic-Con 2015 con la presenza di Kazuki Takahashi, e solo successivamente è stato pubblicato sul sito e sul canale YouTube ufficiali. Il 26 gennaio 2017, Dynit pubblica il primo trailer in lingua italiana sul suo canale YouTube.
Il 13 febbraio dello stesso anno pubblica il secondo trailer dove vengono confermati i doppiatori italiani Massimo Di Benedetto e Lorenzo Scattorin che tornano a prestare la loro voce corrispettivamente ai protagonisti Yugi e Kaiba, caratteristica che però non viene mantenuta per gli altri personaggi fatta eccezione per Joey Wheeler che vede il ritorno di Simone D'Andrea, in quanto il doppiaggio italiano è stato affidato alla CD Cine Dubbing di Roma anziché a Milano, dove vennero doppiate le serie animate ed il lungometraggio tratto dalla serie Yu-Gi-Oh! - Il film.
Inoltre i siti internet la Repubblica e MYmovies.it hanno reso disponibile in anteprima la visione dei primi 15 minuti del film dal 9 marzo, il giorno prima della distribuzione dei cinema in Italia.

## Distribuzione
Il sito ufficiale del film annunciò che il lungometraggio sarebbe stato distribuito il 23 aprile 2016 ed in seguito anche nei formati 4DX e MX4D il 24 settembre dello stesso anno.
È uscito in DVD ed in Blu-ray Disc l'8 marzo 2017 in Giappone, assieme al manga Yu-Gi-Oh! Transcend Game.
in Italia il film è stato pubblicato in DVD ed in Blu-ray Disc il 24 maggio 2017 da Dynit.

## Accoglienza
Yu-Gi-Oh!: The Dark Side of Dimensions è stato distribuito in 137 cinema e ha debuttato al sesto posto al botteghino giapponese, guadagnando 133,010,600 yen nel primo weekend. In totale la pellicola ha incassato oltre 800 milioni di yen dopo la fine delle sue proiezioni. Durante le proiezioni nei formati 4DX e MX4D ha incassato 1 miliardo di yen.
Nel Regno Unito ha incassato 141,065 dollari il 3 febbraio 2017, in Australia $119,247 il 6 febbraio e in Nuova Zelanda la cifra di $16,680 nel primo weekend d'apertura, guadagnando in totale $507,568.